# De Mauritskade
De Mauritskade was het oudste zwembad in Den Haag en het eerste overdekte zwembad van Nederland. De officiële naam was ’s-Gravenhaagsche zwem- en badinrichting Mauritskade.

## Oprichting
Het zwembad werd in 1883 gebouwd aan de westkant van de Noord-Singelgracht, de huidige Mauritskade, en had een eigen waterbron. Het werd het eerste zwembad in Nederland met gezuiverd water. 
Om het zwembad te bereiken moest men de singelgracht oversteken via de  Zwembadbrug, die in 1882 door IJzergieterij De Prins van Oranje werd gemaakt. Het gebouw had toen een eclectische gevel. De bakstenen gevel werd in de 20ste eeuw gepleisterd.
De zweminrichting aan de Mauritskade inspireerde andere steden om ook overdekte baden te bouwen. In 1886 opende het Heiligewegbad in Amsterdam en in 1921 Stoop's Bad in Overveen.

## Sluiting en herbouw

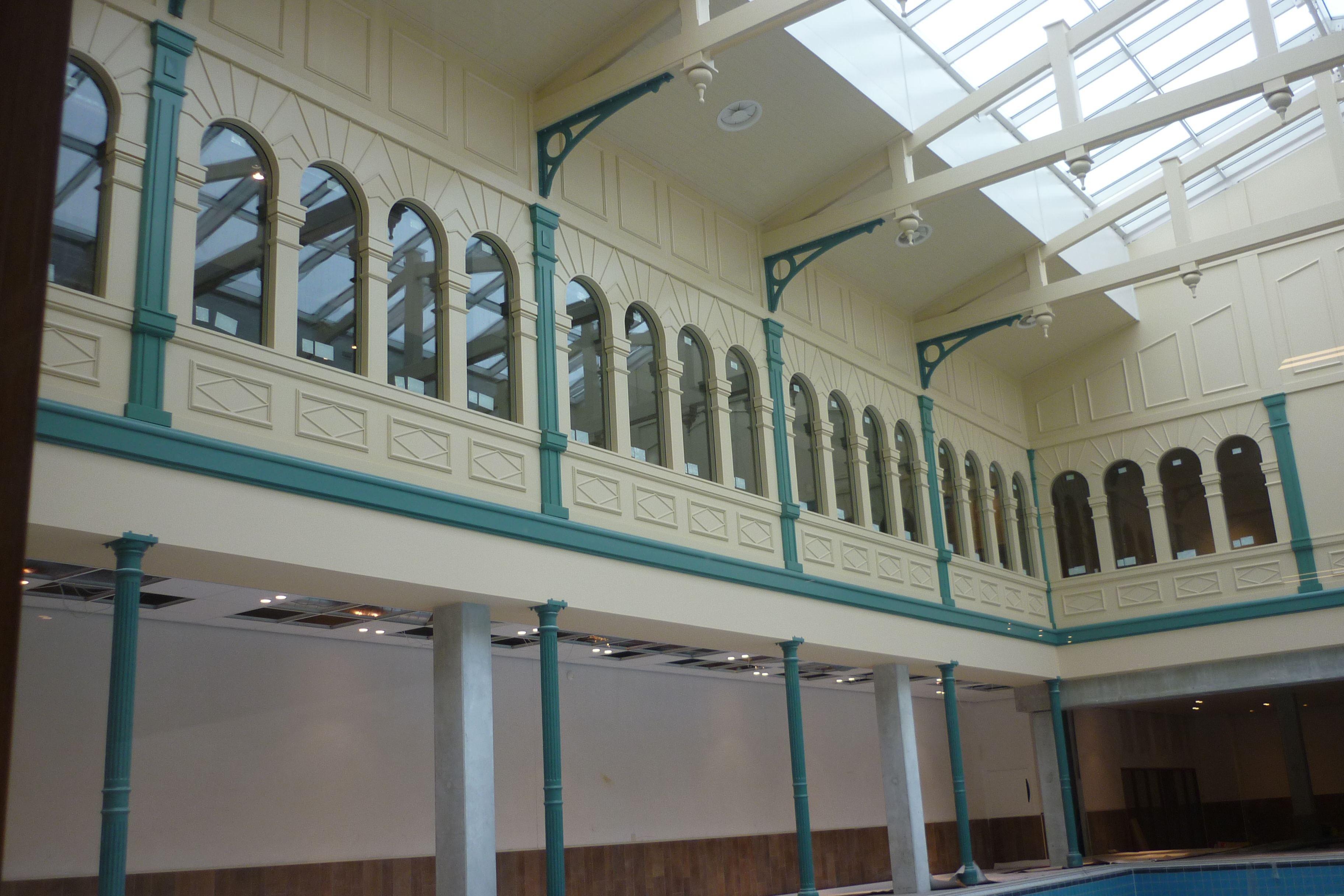
Caesar Fitness & Spa Resort in 2013

In 1997 werd het oude zwembad gekocht door Hans van Os, die het gebouw wilde laten restaureren. Het gebouw bleek echter te bouwvallig en in 2007 werd het afgebroken en kwam er een veiling om de inventaris te verkopen.
Op de plek van het oude zwembad werd boven een tweelaagse parkeerkelder een fitnesscomplex gebouwd onder leiding van de Haagse architect Thijs Drenth. Caesar Fitness & Spa Resort exploiteert het complex. De bouw liep vertraging op omdat het Panorama Mesdag door de bouw van de parkeerkelder dreigde te verzakken. In 2010 werd die verzakking ongedaan gemaakt en het Panorama gestabiliseerd waarna de bouw kon worden voortgezet. De gietijzeren bogen en pilaren van de oude zweminrichting zijn in het nieuwe gebouw aangebracht, de dakspanten werden nagemaakt en er kwam weer een glazen dak. In plaats van 2 meter breed is het glazen dak nu 8 meter breed.
Het complex heeft een centraal gelegen zwembad (29 graden), daaromheen zijn sauna's en ruimtes voor onder meer fitness en schoonheidsbehandelingen. Het herrezen bad werd in december 2013 geopend.

## Trivia
- Andere zwembaden, die inmiddels verdwenen zijn uit Den Haag waren aan de  Tholensestraat (gesloten in 1995) en de Regentesselaan (werd theater). Diplomazemmen gebeurde in De Regentes en in De Mauritskade.

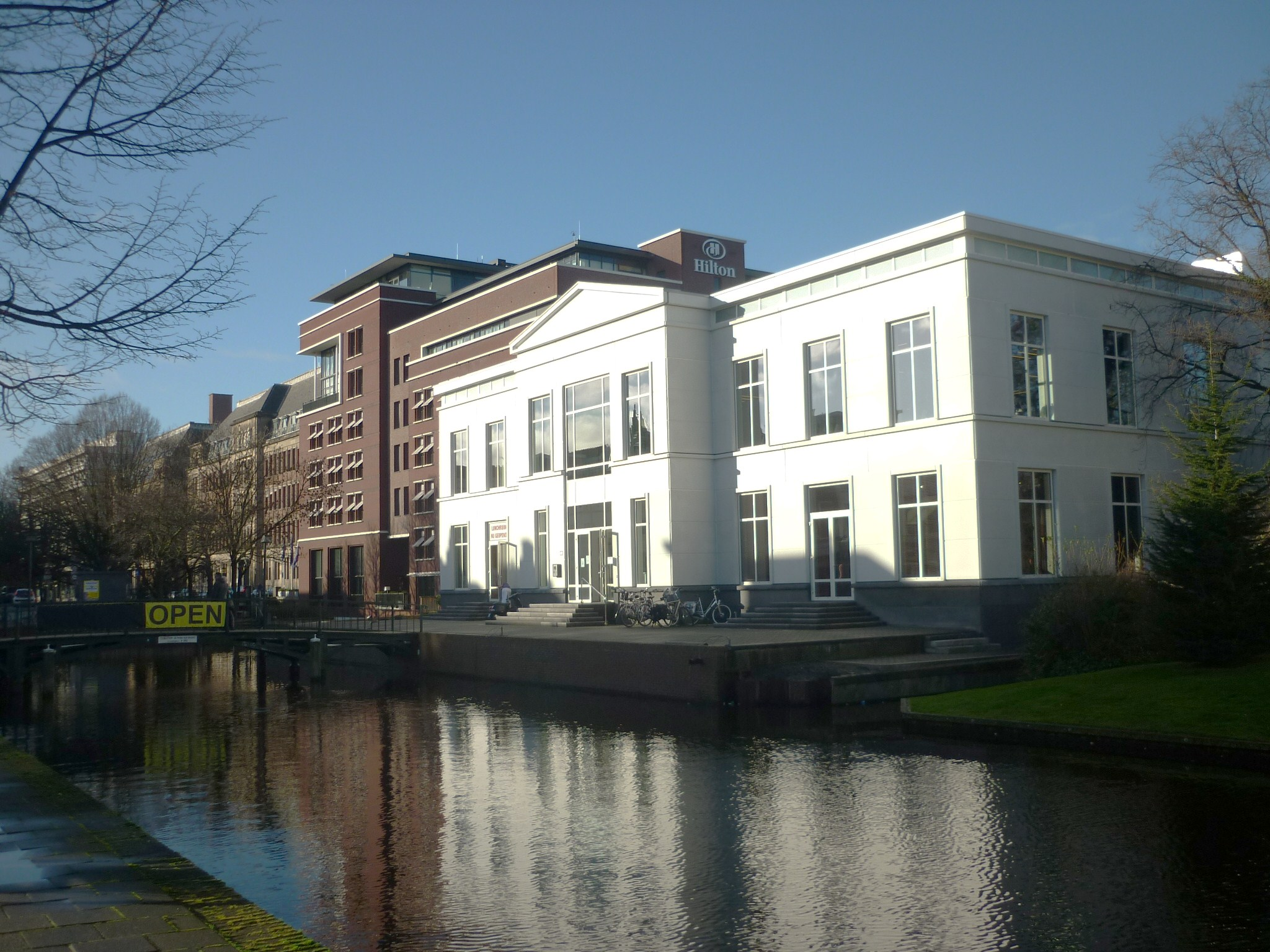
Caesar & Hilton in Den Haag
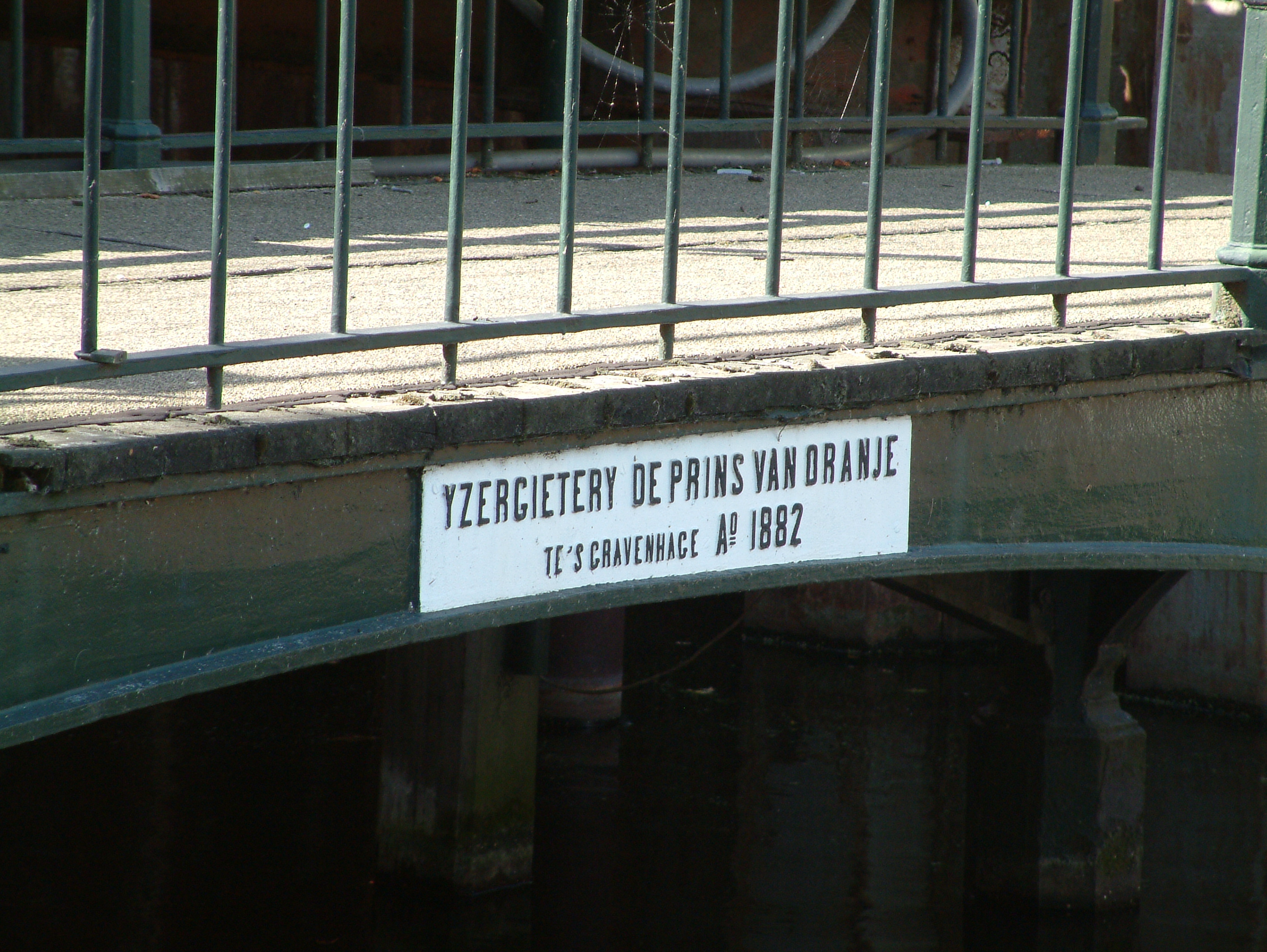
Zwembadbrug
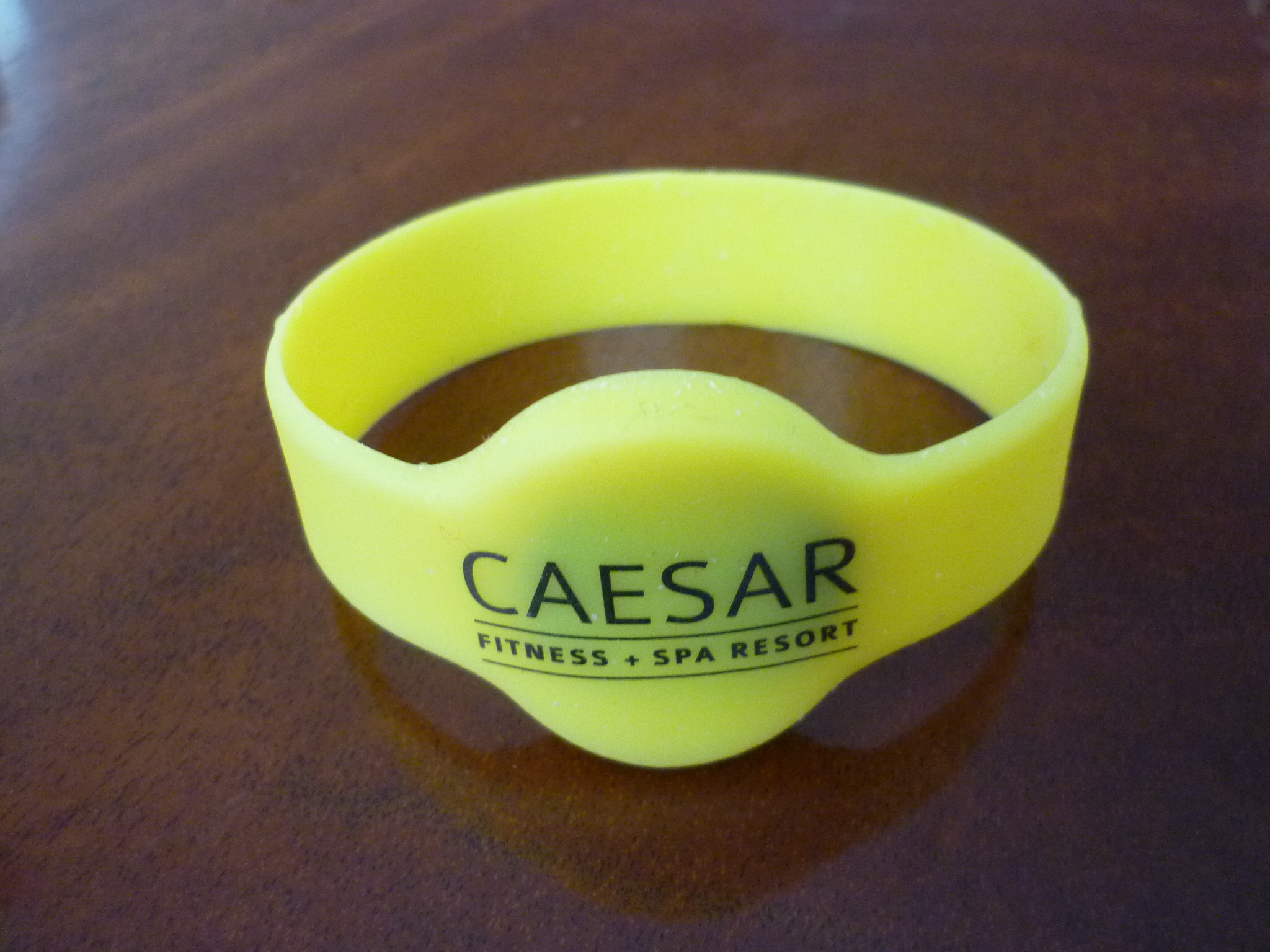
Caesar polsbandje